# Shandre Campbell
Shandre Miguel Campbell (15 juli 2005) is een Zuid-Afrikaans voetballer die sinds 2024 uitkomt voor Club Brugge.

## Clubcarrière
Campbell genoot zijn jeugdopleiding bij Supersport United FC, waar hij in het seizoen 2023/24 doorbrak in het eerste elftal. Het leverde hem al gauw interesse uit binnen- en buitenland op.
In de zomer van 2024 ondertekende Campbell een driejarig contract bij de Belgische landskampioen Club Brugge, dat hem aanvankelijk onderbracht bij Club NXT, het beloftenelftal van de club in Eerste klasse B. Op 31 augustus 2024 maakte hij zijn officiële debuut voor Club NXT: op de derde competitiespeeldag liet trainer Robin Veldman hem tegen Patro Eisden Maasmechelen kort voor het slotkwartier invallen. Een paar minuten redde hij met een knappe goal van buiten de zestien een punt voor Club NXT.

## Clubstatistieken
| Seizoen                         | Club              | Land                 | Competitie            | Competitie | Competitie | Beker | Beker | Supercup | Supercup | Internationaal | Internationaal | Totaal | Totaal |
| Seizoen                         | Club              | Land                 | Competitie            | Wed.       | Dlp.       | Wed.  | Dlp.  | Wed.     | Dlp.     | Wed.           | Dlp.           | Wed.   | Dlp.   |
| ------------------------------- | ----------------- | -------------------- | --------------------- | ---------- | ---------- | ----- | ----- | -------- | -------- | -------------- | -------------- | ------ | ------ |
| 2023/24                         | Supersport United | Vlag van Zuid-Afrika | Premier Soccer League | 20         | 2          | 4     | 3     | —        | —        | 6              | 0              | 30     | 5      |
| 2024/25                         | Club NXT          | Vlag van België      | Eerste klasse B       | 19         | 9          | —     | —     | —        | —        | —              | —              | 19     | 9      |
| 2024/25                         | Club Brugge       | Vlag van België      | Eerste klasse A       | 2          | 0          | 0     | 0     | 0        | 0        | 0              | 0              | 2      | 0      |
| 2025/26                         | Club NXT          | Vlag van België      | Eerste klasse B       | 1          | 0          | —     | —     | —        | —        | —              | —              | 1      | 0      |
| 2025/26                         | Club Brugge       | Vlag van België      | Eerste klasse A       | 1          | 1          | 0     | 0     | 0        | 0        | 0              | 0              | 1      | 1      |
| Totaal                          | Totaal            | Totaal               | Totaal                | 43         | 12         | 4     | 3     | 0        | 0        | 6              | 0              | 53     | 15     |
| Bijgewerkt tot 17 augustus 2025 |                   |                      |                       |            |            |       |       |          |          |                |                |        |        |

2 Romero ·
4 Ordóñez ·
6 Reis ·
7 Tresoldi ·
8 Tzolis ·
9 Forbs ·
10 Vetlesen ·
11 Sandra ·
14 Meijer ·
15 Onyedika ·
16 van den Heuvel ·
17 Vermant ·
19 Nilsson ·
20 Vanaken  · 
21 Skóraś ·
22 Mignolet ·
24 Osuji ·
25 Stanković ·
29 Jackers ·
30 Jashari ·
41 Siquet ·
44 Mechele ·
58 Spileers ·
62 Audoor ·
64 Sabbe ·
65 Seys ·
70 Granados ·
84 Campbell ·
87 Furo ·
Bursik ·
Coach: Hayen